# Kristoffer Olsson
Mats Kristoffer Olsson (* 30. června 1995 Norrköping, Švédsko) je švédský fotbalový záložník.

## Reprezentační kariéra
Kristoffer Olsson nastupoval za švédské mládežnické reprezentace od kategorie U17.
Trenér Håkan Ericson jej nominoval na Mistrovství Evropy hráčů do 21 let 2015 konané v Praze, Olomouci a Uherském Hradišti, kde získal se švédským týmem zlaté medaile.

## Zdravotní obtíže
V únoru 2024 ve svém domě zkolaboval a byl převezen do univerzitní nemocnice v Aarhusu, kde ho připojili na plicní ventilaci. Jeho klub Midtjylland vydal prohlášení, ve kterém uvedl, že chorobný stav souvisí s mozkem. Dodal také, že zdravotní stav nezpůsobilo sebepoškozování ani není způsoben vnějšími faktory. V dalším prohlášení ze 7. března klub oznámil, že po četných skenech a vyšetřeních lékaři diagnostikovali, že kolaps byl způsoben několika malými krevními sraženinami na obou stranách mozku způsobenými extrémně vzácným zánětlivým stavem v mozkových tepnách. Dne 14. dubna klub oznámil, že Olsson v průběhu rehabilitace udělal významný pokrok, znovu nabyl schopnost mluvit a obnovil motorické schopnosti. Po zisku titulu Midtjyllandem v Superlize se 26. května překvapivě objevil na hřišti a týmu předal trofej.